# Siratoba reticens
Espèce
Synonymes
- Ariston reticens Gertsch & Davis, 1942
- Siratoba sira Opell, 1979

Siratoba reticens est une espèce d'araignées aranéomorphes de la famille des Uloboridae.

## Distribution
Cette espèce est endémique du San Luis Potosí au Mexique.

## Description
Le mâle holotype mesure 2,40 mm et la femelle décrite par Opell en 1979 mesure 2,9 mm.

## Publication originale
- Gertsch & Davis, 1942 : Report on a collection of spiders from Mexico. IV. American Museum novitates, no 1158, p. 1-19 (texte intégral).